# Acridoschema atricollis
Acridoschema atricollis är en skalbaggsart som beskrevs av Jordan 1903. Acridoschema atricollis ingår i släktet Acridoschema och familjen långhorningar. Inga underarter finns listade i Catalogue of Life.